# راسوتمساح
راسوتمساح (نام علمی: Ictidochampsa) نام یک سرده از راسته ددکاوان است.